# Fraser, Colorado
Fraser är en kommun (town) i Grand County i Colorado. Vid 2010 års folkräkning hade Fraser 1 224 invånare.